# Lovrenška jezera
Lovrenška jezera so jezerca in barjanska okna na Pohorskem šotišču.
Jezerca ležijo na površini okoli 16 ha med Planinko (1392 mnm) in Mulejevim vrhom (1533 mnm) v povirju potokov Radoljne, Mislinje in Velke. Jezerca so kotanje s površino nekaj kvadratnih metrov in globine do 1,2 m. Po opustitvi paše jih zarašča rušje, ki prehaja na obeh straneh barja na bolj strmem in odcednem pobočju v smrekov gozd. Jezerc je od 11 do 22, odvisno od obsega in trajnosti stoječe vode. Najvišje jezerce leži na višini 1529 mnm, najnižje pa na višini 1517 mnm. Ob najvišjem ležečem jezercu je postavljen lesen razgledni stolp. Lovrenška jezera so naravna in turistična znamenitost Pohorja. Od hotela na Rogli je urejena in označena nezahtevna pešpot.